# Hapalogenys
Hapalogenys – rodzaj ryb z rodziny luszczowatych.

## Klasyfikacja
Gatunki zaliczane do tego rodzaju:
- Hapalogenys analis
- Hapalogenys dampieriensis
- Hapalogenys filamentosus
- Hapalogenys kishinouyei
- Hapalogenys merguiensis
- Hapalogenys mucronatus
- Hapalogenys nigripinnis
- Hapalogenys sennin